# 5419 Benua
5419 Benua eller 1981 SW7 är en asteroid i huvudbältet som upptäcktes den 29 september 1981 av den sovjetisk-ryska astronomen Ljudmila Zjuravljova vid Krims astrofysiska observatorium på Krim. Den är uppkallad efter Nicholas Benois, Leon Benois och Alexandre Benois.
Asteroiden har en diameter på ungefär 13 kilometer.